# (200125) 1997 HU
(200125) 1997 HU es un asteroide perteneciente al cinturón de asteroides, descubierto el 28 de abril de 1997 por el equipo del Spacewatch desde el Observatorio Nacional de Kitt Peak, Arizona, Estados Unidos.

## Designación y nombre
Designado provisionalmente como 1997 HU.

## Características orbitales
1997 HU está situado a una distancia media del Sol de 2,245 ua, pudiendo alejarse hasta 2,618 ua y acercarse hasta 1,871 ua. Su excentricidad es 0,166 y la inclinación orbital 3,417 grados. Emplea 1228,68 días en completar una órbita alrededor del Sol.

## Características físicas
La magnitud absoluta de 1997 HU es 17,8. Tiene 2 km de diámetro y su albedo se estima en 0,045.